# HMS Resolution (09)
HMS Resolution byla britská bitevní loď třídy Revenge, dokončená v době první světové války, která se účastnila bojů první poloviny druhé světové války. Resolution se účastnila bitvy u Jutska v roce 1916. Společně s Royal Oak se od svých sesterských lišila tím, že byla vybavena katapultem. Loď se podílela na britském útoku na francouzskou flotilu v Mers-el-Kébiru. Dále byla 29. září 1940 poškozena torpédem, vypáleným z francouzské ponorky. Resolution byla v říjnu 1943 převedena do rezervy a v roce 1948 vyřazena.